# Sur la trace de la chouette d'or
Sur la trace de la chouette d'or (marque déposée par Michel Becker) est une chasse au trésor d'origine française, conçue par Régis Hauser (alias Max Valentin), auteur des énigmes et Michel Becker (auteur des illustrations) et organisé sous la forme d'une chasse au trésor.
Plusieurs énigmes complexes publiées dans un livre permettent aux personnes se prêtant au jeu de chercher à localiser une réplique en bronze de la chouette enterrée quelque part en France, pouvant être échangée contre la véritable chouette d'or, estimée à un million de francs (lors du lancement du jeu).
Lancée en 1993, elle s'achève trente et un ans plus tard le 3 octobre 2024, ce qui en fait la seconde plus longue chasse au trésor jamais organisée, après The Secret (en cours depuis 1982). Cette longévité lui confère une « aura presque mythique »[pas clair] chez les passionnés du genre.

## Lancement

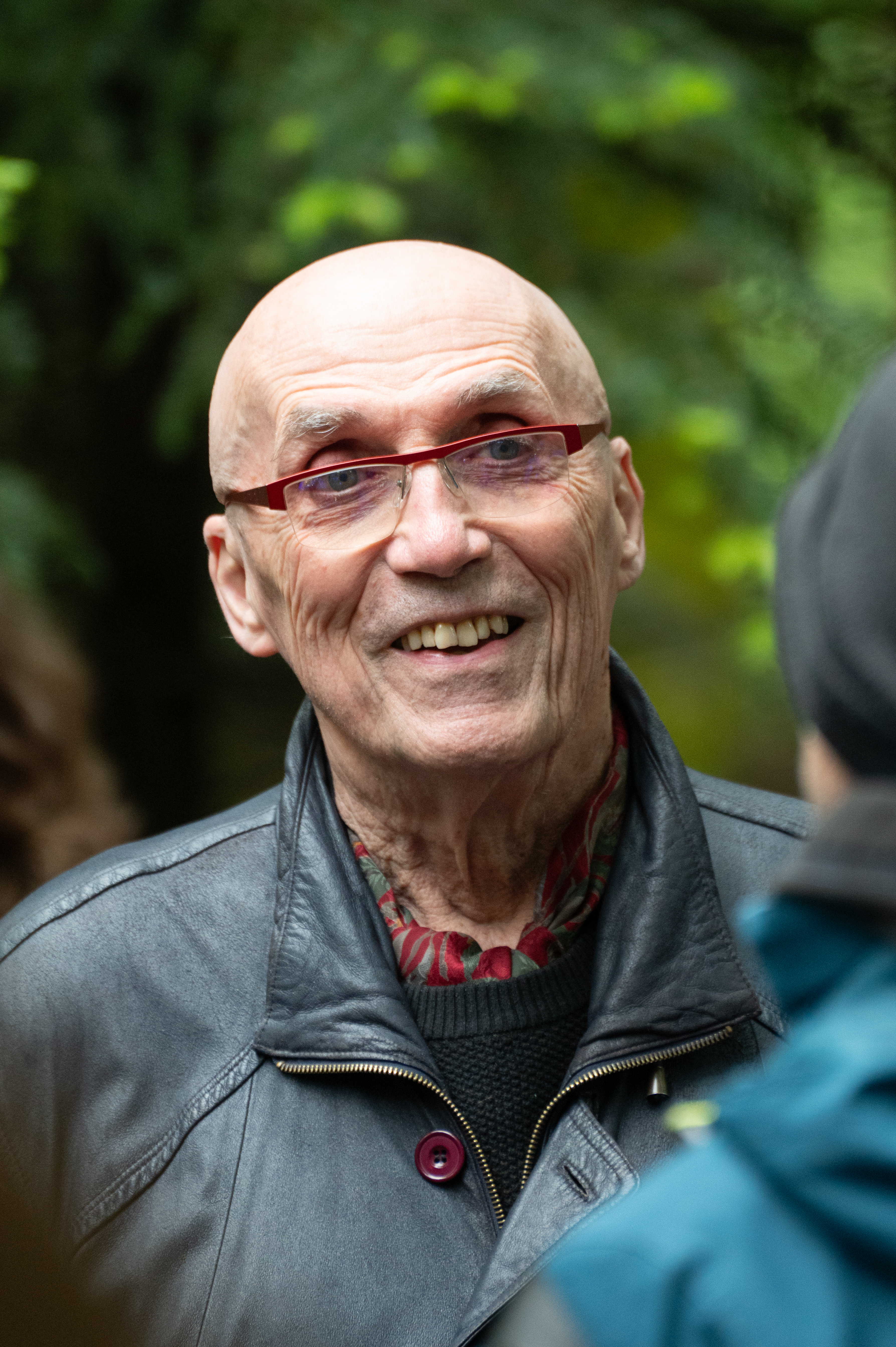
Michel Becker, peintre et auteur des illustrations de la chasse, en 2025.

C'est en 1978 que Régis Hauser, consultant en marketing et spécialiste de la communication, concepteur de jeux de piste et énigmes pour des stages de cohésion d'entreprise, a l'idée d'une chasse au trésor nationale à l'échelle de la France métropolitaine. L'année suivante, le succès de la chasse au trésor anglaise intitulée Masquerade de Kit Williams le conforte dans son idée. Il commence alors la rédaction des énigmes et la recherche d'un financement. En 1992, il rencontre le peintre Michel Becker qui lui présente un artiste intéressé pour financer le projet car désirant lancer sa marque de joaillerie. Mais celui-ci se désiste au bout de quelques mois et Michel Becker décide de concevoir et financer lui-même le lot, à savoir la chouette d'or (qui était dans les premières intentions un œuf).
Régis Hauser finit d'élaborer les énigmes et demande à Michel Becker d'illustrer les énigmes par des peintures (en suivant un cahier des charges de quelques lignes par images).
La Chouette d'or est fabriquée à Lyon par le joaillier Ardaches Papazian, recommandé par le célèbre animateur Pierre Bellemare. Il ne reste alors qu'un mois avant l'annonce du lancement du jeu,.
Une contremarque en bronze de la chouette est enterrée le 24 avril 1993 vers 3 h 30 du matin, selon Régis Hauser, alias Max Valentin.
La chasse est lancée par la publication du livre d'énigmes Sur la trace de la chouette d'or, disponible en librairie à partir du 15 mai 1993. Pour la réalisation de ce livre, les Éditions Manya ont conclu un contrat d'édition avec deux auteurs : Régis Hauser — sous le pseudonyme de Max Valentin — chargé de concevoir le texte des énigmes et Michel Becker chargé d'illustrer les énigmes et fabriquer la chouette en or. Régis Hauser, seul connaisseur des solutions, imagine alors que la chasse va durer un an ou deux.

## Fonctionnement du jeu
Pour l'emporter, il faut résoudre les onze énigmes publiées dans l'ouvrage d'une quarantaine de pages. Chaque énigme est constituée d'un titre, d'un texte et d'un visuel. Au fil du temps, le créateur confirmera qu'il faut aussi résoudre une douzième énigme cachée.
La Chouette d'or, qui constitue le lot principal de cette chasse au trésor, est une sculpture conçue par Michel Becker et réalisée par un bijoutier. La chouette, aux ailes déployées, fait environ 50 centimètres d'envergure pour un poids avoisinant les 10 kg. Elle est constituée de 7 kg d'argent et 3 kg d'or recouvrant ses ailes et sa face. Des pierres précieuses, de petits rubis et diamants, sont incrustées sur cette dernière. Cet objet d'art a été estimé à sa création à un million de francs (environ 150 000 euros).
Ce n'est pas la Chouette d'or elle-même qui a été enterrée mais sa copie grandeur nature, une contremarque en bronze. La personne qui la trouvera grâce à la résolution de l'énigme finale (ce dont il devra aussi apporter la preuve) pourra l'échanger contre la véritable Chouette d'or auprès de l'huissier de justice chargé du contrôle du jeu.

### Énigmes
L'ouvrage contient onze énigmes, dont dix sont répertoriées par un nombre de trois chiffres, multiple de 10, et une par la lettre B (« l'énigme B »).
Cette énigme B permet de classer les énigmes dans l'ordre où il faut les décrypter. Cet ordre a été confirmé implicitement à l'été 1997 lorsque les énigmes ont été décrites dans une série d'articles, auxquels Max Valentin avait collaboré personnellement.
Bien que largement publiées sur internet, ces énigmes restent en principe couvertes par le droit de propriété intellectuelle. Deux extraits sont néanmoins publiés dans la presse :
- extrait de l'énigme 530 « Pour trouver mon tout, il suffit d'être Sage, car la Vérité, en vérité, ne sera pas affaire de Devin » ;
- extrait de l'énigme 560 « Quand, à Carusburc, tu as Albion dans le dos, cherche l'ouverture qui révèle la lumière céleste ».

## Déroulement
Lancée le 15 mai 1993 et achevée 3 octobre 2024, c'est à ce jour la chasse au trésor ayant eu la plus longue durée en France, et la deuxième au monde après The Secret. Cette longévité lui a conféré une « aura presque mythique » chez les passionnés du genre. À l'origine, son concepteur affirme l'avoir « programmée » pour une période de huit à quatorze mois.
Jusqu'à 200 000 « chouetteurs », un nom que se donnent rapidement les participants, participent au jeu pendant trois décennies. Ils se réunissent d'abord sur des serveurs Minitel, puis sur Internet.
Le bourg de Dabo en Moselle est assez rapidement suspecté de l'abriter et l'ampleur de la « chasse » à la chouette est telle que le maire de Dabo demande à la communauté d'arrêter de creuser des trous dans la forêt alentour.

### Lancement et premières approches: 1993-2003
Le livre d'énigme est publié à 50 000 exemplaires et commence à susciter l'intérêt. Un article de la journaliste Florence Aubenas du 13 septembre 1993 publié dans le journal Libération est le premier d'une longue liste. Le journal estime alors que 15 000 personnes cherchent la chouette activement.
Max Valentin prévoyait que le trésor serait découvert en un an ou deux. Mais la chasse au trésor se révèle bien plus ardue que prévu par son auteur et elle fédère au fur et à mesure une importante communauté. Les échanges entre « chouetteurs » se font au début sur le serveur Minitel 3615 Manya puis 3615 Maxval, régis par Max Valentin à partir du 3 juin 1993 jusqu'à sa fermeture le 13 décembre 2001. L'auteur y répond publiquement aux questions des chouetteurs, ce qui donne la notion de « madit », abréviation de « Max a dit ». 

#### Vérifications
Dans l'un de ces échanges avec des chouetteurs, il révèle avoir vérifié en août 1995 que le trésor était toujours enterré et qu'il a constaté des trous à environ 130 mètres de son emplacement,. En 2003, Max Valentin affirme qu'il s'est rendu à l'emplacement de la réplique pour en vérifier la présence et le bon état. Il aurait déterré la chouette et en aurait remplacé l'emballage, avant de l'enterrer à nouveau au même endroit.

### Arrivée d'Internet
Dans les années 2000, les échanges entre « chouetteurs » abandonnent le Minitel pour Internet (forums Club-Internet, Edelweb, LaChouette).

### Incertitudes sur le jeu: 2004-2009
En 2004, plus de dix ans après son lancement, la véritable chouette est saisie dans le cadre de la liquidation judiciaire de l'éditeur du livre.
Diverses procédures judiciaires aboutissent à un arrêt rendu le 15 janvier 2009 par la cour d'appel de Versailles, qui ordonne au liquidateur de remettre la Chouette d'or entre les mains de l'huissier de justice chargé de contrôler la bonne fin du jeu. La Chouette d'or n'est physiquement récupérée par les organisateurs qu'en mars 2009, après la liquidation judiciaire du dernier éditeur connu ayant publié la troisième édition du livre d'énigmes, soit plus de cinq ans après sa saisie et quinze ans après le lancement de la chasse.
Peu après, dans la nuit du 23 au 24 avril 2009, Paul Régis Hauser alias Max Valentin meurt, seize ans jour pour jour après avoir enfoui la contremarque. En théorie, cette mort ne change rien au jeu et à sa pérennité, Max Valentin ayant affirmé qu'il avait « pris ses dispositions » au cas où il décèderait avant la fin de la chasse. Il a pour ce faire confié une enveloppe cachetée avec la solution à un huissier et aurait désigné ses héritiers comme ayants droit.

### Péripéties judiciaires: 2014-2017
Le 14 janvier 2014, un canular fait état de la découverte fortuite de la statuette par un détecteur de métaux, sur la commune de Trézioux, dans le département du Puy-de-Dôme. Ce canular est relaté par le journal La Montagne et sur les forums de recherche.
En juin 2014, la Chouette est mise en vente aux enchères via la maison de ventes Auction Art à Drouot à Paris par Michel Becker qui considère que le jeu est terminé depuis la mort de Max Valentin. Cependant, le lot n'est finalement pas présenté à la vente à la suite de diverses pressions. La Chouette d'or étant encore en jeu, la maison de vente estime que le potentiel acheteur aurait peut-être été obligé de l'échanger contre la réplique en bronze si un vainqueur se présentait.
Les obligations et droits inhérents au contrat de jeu entre l'organisateur et les joueurs ne sont plus clairement établis à la suite de la faillite des différents éditeurs-organisateurs et des nouveaux contrats successifs établis aux changements d'éditeur. Michel Becker est alors assigné en justice par l'Association des chercheurs de la chouette d'or (A2CO). Par un arrêt de la Cour d'Appel de Paris du 19 janvier 2017, il est finalement reconnu comme « propriétaire de l'œuvre » sans restriction, dans la mesure où plus aucun contrat n'est plus en cours avec aucun organisateur, du fait de la liquidation successive des trois éditeurs successifs.

### Continuation: 2018-2020
À l'occasion des vingt-cinq ans du jeu en 2018, plusieurs articles indiquent que la chasse attire toujours, mais certains se demandent si la chouette peut encore être trouvée. On soupçonne qu'elle a pu disparaître sous une construction (alors que l'auteur a bien stipulé qu'elle était enterrée sur un terrain communal) ou être découverte accidentellement. Les théories vont bon train, au point que certains demandent l'ouverture de l'enveloppe révélant la cache. Ces hypothèses plus ou moins farfelues sont régulièrement débattues sur les réseaux sociaux.
En 2018, ils auraient été au total 200 000 « chouetteurs » à la chercher à un moment dans leur vie, selon Libération.

### Relance: 2020-2024
Le 10 avril 2020, un nouvel organisateur-éditeur, ECO (pour « Les Éditions de la Chouette d'Or »), est créé, avec Michel Becker comme président.
Le 22 octobre 2021, six mois après avoir consulté la solution de l'énigme dans un fichier chiffré conservé sur disquette, Michel Becker vérifie en présence d'un huissier de justice que la chouette se trouve toujours à son emplacement. L'huissier atteste qu'à l'emplacement ils ne trouvèrent pas la contremarque en bronze 1/8 mais à la place un oiseau ferreux fortement corrodé. Il atteste que Michel Becker l'a remplacé par une contremarque en bronze numérotée 2/8, contremarque faite plusieurs années après le lancement du jeu,,,. Quelques jours plus tard, le 30 octobre, Michel Becker annonce des changements au niveau des règles : la personne ayant trouvé la contremarque devra, si la demande lui est faite, restituer la statuette pour une durée maximale de deux mois ; elle ne devra pas faire des révélations sur la cache ou les solutions pour une durée maximale d'un an ; enfin, pour être considérée comme valide, la découverte ne doit pas être fortuite ou aidée d'un système de détection.
Le 16 novembre 2021, un espace d'échange sur Discord, « Sur la Trace de la Chouette d'Or », est lancé par Michel Becker en tant que nouvel organisateur du jeu.
Le 26 juillet 2022, une nouvelle association dite officielle, AOC, est créée à l'initiative d'un groupe de « chouetteurs » sollicités par Michel Becker pour rivaliser avec l'A2CO.
Les 22 et 23 avril 2023, la convention des trente ans de la Chouette d'or organisée par l'AOC en présence du coauteur Michel Becker a lieu dans le château d'eau de Rochefort en Charente-Maritime, monument historique reconverti en lieu culturel renommé Le Lingot d'Art. Pour la première fois depuis le lancement du jeu, une centaine de chouetteurs peuvent voir de près les onze peintures dans la galerie ainsi que la Chouette d'or dans la crypte aux trésors. Le samedi soir, au cours de la convention, l'organisateur diffuse par audio un indice sous forme de poème intitulé Pierrette et le Pot-Aux-Roses.

### Découverte et fin du jeu: 2024
Le 3 octobre 2024, Michel Becker annonce sur le serveur Discord du jeu que la contremarque no 2 déposée en 2021 pour remplacer la première contremarque, a été déterrée, la chasse au trésor prenant ainsi fin,, tandis que la « validité de la solution proposée » est examinée. Dans les jours qui suivent, certains « chouetteurs » s'agacent du silence de Michel Becker qui devait s'exprimer le 4 octobre. Celui-ci confirme, face aux diverses rumeurs qui entourent la découverte et notamment sur la véracité des solutions, que la contremarque de la Chouette d'or a été trouvée « sans aucun doute ni contestation possible ».
Finalement, c'est le 13 octobre 2024 que Michel Becker annonce dans une vidéo YouTube que les solutions apportées aux énigmes par le déterreur sont correctes, et donc que cette personne est bien déclarée gagnante. Il annonce également que celle-ci préfère rester anonyme, qu'elle a refusé le rachat de la statuette afin qu'elle reste au musée à Rochefort et que la Chouette a déjà quitté le territoire français. Il s'agit en réalité de deux vainqueurs qui viennent de pays différents. 
Quant aux solutions, Michel Becker souhaite les révéler à l'occasion du 32e anniversaire du jeu — du 23 au 24 avril 2025 — afin de leur laisser le temps d'« être portées à l'écran », en incluant les témoignages des chouetteurs, au lieu d'être juste publiées dans un livre. Le 13 mars 2025, Michel Becker annonce finalement repousser la sortie du film le 2 mai et confirme que les solutions seront révélées dans un documentaire d'Alexandre Largeron intitulé La Découverte de la Chouette d'Or, retraçant également l'histoire de la chasse et comprenant des témoignages des chouetteurs. Un livre des solutions est prévu pour être publié en juin 2025.

### Révélations: 2025
La révélation est finalement programmée au travers d'une œuvre cinématographique, diffusée dans 400 salles de différents pays : France, Luxembourg, Belgique, Suisse, Canada. Le film a été diffusé uniquement les 2 et 3 mai 2025 et s'intitule La Découverte de la Chouette d'Or. Il est programmé le 6 juin 2025 sur TMC.

## Solutions

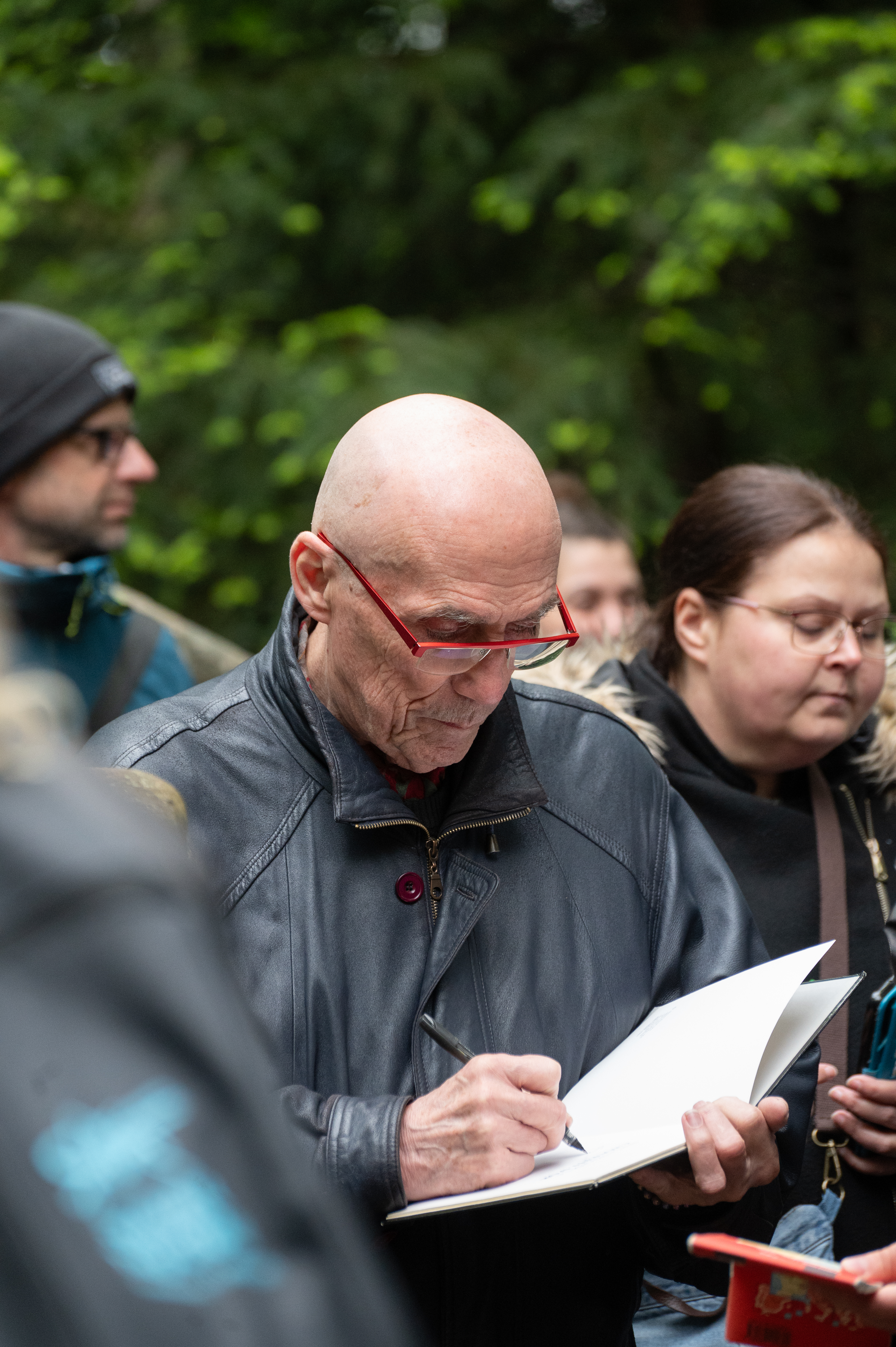
Michel Becker dédicaçant le livre des énigmes, le 4 mai 2025 à Dabo, sur les lieux de la découverte.

Le 2 mai 2025, il est révélé dans le film La Découverte de la Chouette d'Or que la chouette se trouvait à Dabo en Moselle, à 7 mètres du centre des bornes Saint-Martin, où de nombreux chouetteurs sont venus dès les premières années du jeu chercher et creuser.

## Postérité
Dès le 14 octobre 2024, il est suggéré qu'une nouvelle chasse similaire — intitulée « Sur la trace de la Chouette d’or : le Rapace & la Proie » — commencera lors du jour anniversaire, ce qui est confirmé par Michel Becker le 18 avril 2025. 
Tout comme la révélation des solutions, la nouvelle chasse est repoussée au 2 mai et la nouvelle chouette sera fabriquée par les ateliers Christofle. Cette nouvelle chasse est accompagnée, comme pour le premier jeu, d'un système de messagerie permettant de poser des questions à l'organisateur Michel Becker. Elle est de plus disponible en français et en anglais, et ne se limite plus à la France métropolitaine.
En raison des nombreuses protestations, Michel Becker décide, le 19 mai 2025, de suspendre la nouvelle chouette d'or. Il précise également que le livre des solutions, prévu en juin, ne contiendra plus les nouvelles énigmes mais l'histoire du parcours de la disquette des solutions de Max Valentin.

## Controverses et doutes
En 2024, l'émission Le téléphone sonne de France Inter donne la parole à Gérard Simon, Président de l'association non officielle A2CO regroupant une poignée de chouetteurs, qui émet des doutes quant à la validité de la solution.
Certains chouetteurs refusant d'admettre la fin du jeu considèrent que la solution officielle publiée par Michel Becker n'est pas la bonne. Le fait qu'elle donne un lieu qui a été trouvé dès les premières années du jeu par les chouetteurs, et qui fut par conséquent massivement creusé et testé au détecteur au fil des années, explique leurs contestations.
Pour certains chouetteurs, les incohérences entre les indices fournis par Minitel puis Discord (nommés Madit et Midit), et l'absence d'élégance de la solution, pousse même à se poser la question d'une manipulation. Cela conduit l'association A2CO (l'association historique des joueurs) à porter plainte dès le 30 avril 2025, notamment pour « escroquerie en bande organisée ». 
Le 29 avril 2025, un joueur est condamné à 10.000 € d'amende et 17.000 € d'indemnité pour diffamation, ce dernier ayant affirmé publiquement, notamment dans un livre, que le jeu était une escroquerie.

## Éditions
Le livre est édité à quatre reprises.
- Sur la trace de la chouette d'or, Ottawa/Levallois-Perret, Manya, 1993, 42 p. (ISBN 2-87896-067-X).
- Sur la trace de la chouette d'or, Paris/Malakoff, Hermé & Max Valentin, 1995, 54 p. (ISBN 2-86665-170-7).
- Sur la trace de la Chouette d'or, Michel Lafon & Éditions du Trésor, 1997, 62 p. (ISBN 2-84098-304-4, BNF 36179509).
- Sur la trace de la chouette d'or : Sous le sceau du secret, ECO, 2022, 78 p. (ISBN 9782956862956).

En 2019, Michel Becker publie un ouvrage documentaire et biographique sur l’histoire de sa rencontre avec Régis Hauser et la genèse du jeu :
- Sur la trace de la Chouette d'or : les cahiers secrets, Éditions de la Chouette d'or, 2019, 137 p. (ISBN 978-2-9568629-0-1, BNF 46789133).
- Sur la trace de la Chouette d'or : les solutions, Éditions de la Chouette d'or, 2025, à paraître.

## Émissions

### Radiophonie
- La chouette d'or, ou le trésor volatil, dans le cadre d'Une histoire particulière sur France Culture, première diffusion les 8 et 9 juin 2019[56].
- La chouette d'or, ce curieux objet du désir, dans l'émission Affaires sensibles sur France Inter, le 27 août 2021[57].
- Chouette, un jeu de piste !, dans l'émission Le 18/20 Le téléphone sonne sur France Inter, le 8 octobre 2024[58].

### Télévision et cinéma
- The Hunt for the Golden Owl, Expedition Unknown, saison 6, épisode 9, diffusé sur Discovery Channel le 29 mai 2019.
- À la poursuite de la Chouette d'or, documentaire de Laurine Danguy des Déserts, diffusé sur Canal+ Docs le 12 juin 2024.
- La Découverte de la chouette d'or, documentaire d'Alexandre Largeron, sortit au cinéma le 2 mai 2025, 1h20.